# Rabaçal (Penela)
Rabaçal ist eine Ortschaft und ehemalige Gemeinde in Portugal. Der Ort ist für seinen Käse und seine historischen Fundstätten bekannt.

## Geschichte
Römerstraßen und eine spätrömische Villa aus dem 4. Jahrhundert n. Chr. sind Spuren der römischen Siedlung in der heutigen Gemeinde. 
Die Burg von Germanelo wurde 1142 im Zuge der Reconquista errichtet und war Sitz eines Kreises. Mit der Eroberung von Santarém 1147 verlor die Burg ihre strategische Bedeutung wieder. Die Ansiedlungsbemühungen wurden eingestellt, und der Kreis wurde aufgelöst. Im 14. Jahrhundert wurde die Burg ganz aufgegeben und dem Verfall überlassen.
Anfang der 1940er Jahre erwarb der Historiker Salvador Dias Arnaut (1913–1995) aus Penela die Burgruinen und baute sie teilweise, mit am Ort gefundenen Originalsteinen, gemäß Originalplänen wieder auf, so die Nordwand und Tore. Seit 2000 bemühen sich Gemeinde, Kreis und Denkmalschutzstellen um die Burg, die sich weiter in privatem Besitz befindet. Zusammen mit dem Käse und den Ausgrabungen, die seit 1984 in Schüben an der Villa Romana vorgenommen wurden, ist die Burg wesentliches Aushängeschild der heutigen Gemeinde geworden.

## Kultur und Sehenswürdigkeiten
In der Gemeinde sind die Römische Villa von Rabaçal und andere römische Ausgrabungen, und ihre im Museu da Villa Romana ausgestellten Funde zu sehen. Daneben können Tropfsteinhöhlen, teilweise restaurierte Windmühlen, und die Anlage der Burgruine mit dem Miradouro, einem Aussichtspunkt über das ganze Tal, besucht werden. Zudem stehen hier eine Reihe denkmalgeschützter Sakralbauten, darunter die im 18. Jahrhundert umgebaute klassizistische Gemeindekirche Igreja Paroquial de Rabaçal (auch Igreja de Santa Maria Madalena) aus dem 16. Jahrhundert.
Ausgeschilderte Rundgänge und Wanderwege sind in der Gemeinde angelegt. Auch der Caminho Português, ein portugiesischer Jakobsweg, führt durch Rabaçal.

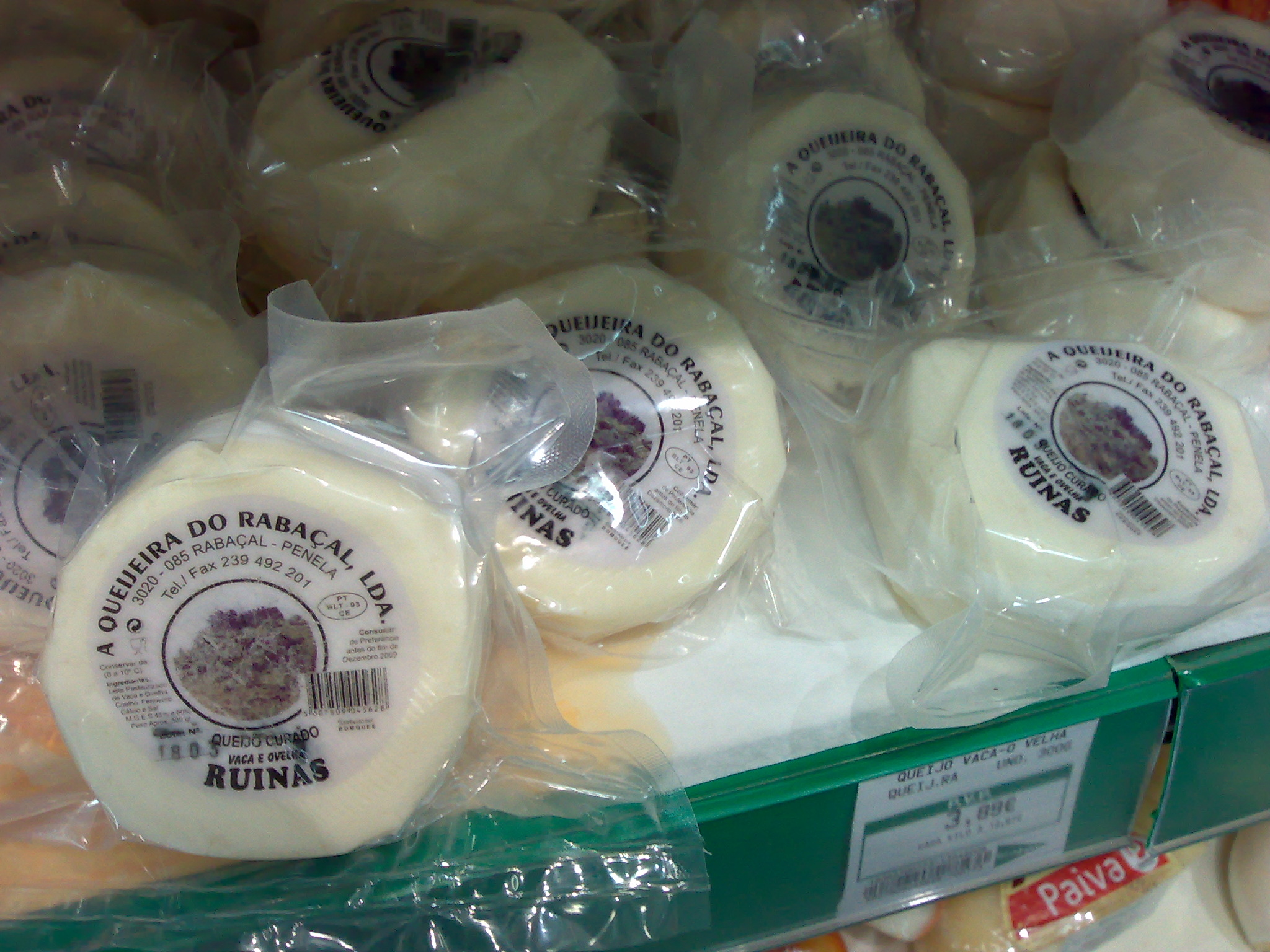
Hartkäse von Rabaçal im Supermarkt

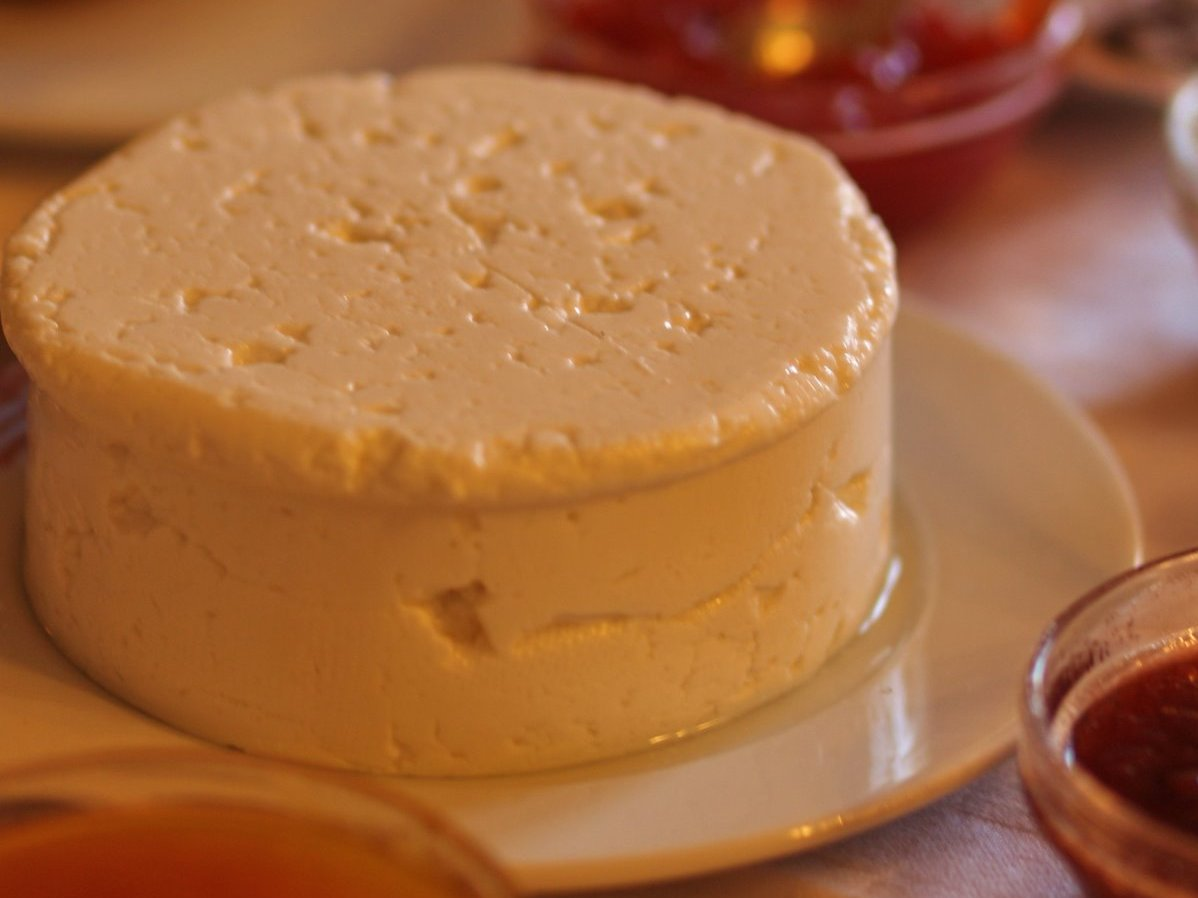
Frischer Käse von Rabaçal

## Käse und Käsemarkt
Der Ort ist für seinen herkunftsgeschützten Käse bekannt, den Queijo Rabaçal. Er wird aus Schafs- und Ziegenmilch hergestellt, und erhält sein Aroma insbesondere durch die lokal wachsenden Kräuter Erva de Santa Maria, einer Gänsefüßeart. Es gibt ihn sowohl frisch als auch als Hartkäse.
Die Gemeinde richtet seit 2010 einen jährlichen Käsemarkt im Frühjahr an der Villa Romana aus. Der Mercado do Queijo do Rabaçal ist sowohl eine Messe, bei dem Produkte gezeigt und gehandelt werden, als auch ein Festival, bei dem Folklore, Volkstanz und lokale Gastronomie angeboten werden, und bei dem mit Aufführungen an das römische Vermächtnis des Ortes erinnert wird.

## Verwaltung
Rabaçal war eine Gemeinde (Freguesia) im Kreis (Concelho) von Penela. Am 30. Juni 2011 hatte die Gemeinde 291 Einwohner auf einer Fläche von 9,0 km².
Folgende Ortschaften gehörten zur Gemeinde Rabaçal:
- Chanca
- Fartosa
- Legacão
- Ordem
- Rabaçal

Im Zuge der kommunalen Neuordnung Portugals am 29. September 2013 wurde die Gemeinde Rabaçal mit Santa Eufémia und São Miguel zur neuen Gemeinde União das Freguesias de São Miguel, Santa Eufémia e Rabaçal zusammengeschlossen. Sitz der neuen Gemeinde wurde São Miguel.